# 格利澤1151
GJ 1151是一顆位於北天拱極星座大熊座北部的一顆拱極星，距離太陽26.2光年。它具有微紅的色調，視星等為14.0等，因為太黯淡而使得肉眼看不見。這顆恆星正在以−36km/s的徑向速度接近，並且具有相對較大的自行，以1.815″·yr−1的速率穿越天球。
這是一顆小的紅矮星，其光譜類型為dM4.5。 它有25億年的歷史，並且以2.0的投影旋轉速度自轉。這顆恆星的質量約為太陽的15.4%，半徑為太陽半徑的19.0%，有效溫度為3,143K。

## 行星系？
2020年，天文學家宣布發現來自恆星的無線電輻射具有大約地球大小的行星，在1-5天的軌道上公轉，並與恆星的磁場相互作用。這樣的交互作用類似於將木星-木衛一磁場相互作用放大的版本，GJ 1151扮演木星，而其行星扮演木衛一的角色。該發現於2021年2月使用徑向速度法得到證實，但隨著更多數據的出現，一個月後就遭到駁斥。
| b (未确认) | ≤1.2 M⊕ | 0.01735+0.00065 −0.00070 | 2.0183+0.0084 −0.0008 | ? |